# فلیکستر
فلیکستر یک شبکه اجتماعی فیلم در آمریکا است. فلیکستر برای دیدن فیلم‌های جدید، یادگیری در مورد فیلم‌ها، و ملاقات با دیگران با سلیقه‌های مشابه و مختلف در رابطه با دنیای سینما و فیلم است. این سایت اجازه می‌دهد تا کاربران به مشاهده تریلر فیلم بنشینند و همچنین در مورد فیلم جدید و آینده در صفحه‌های مختلف به بحث بپردازند. این سایت در سان فرانسیسکو توسط جو گرینستاین در سال ۲۰۰۷ احداث شد.